# Quảng trường chính, Wrocław

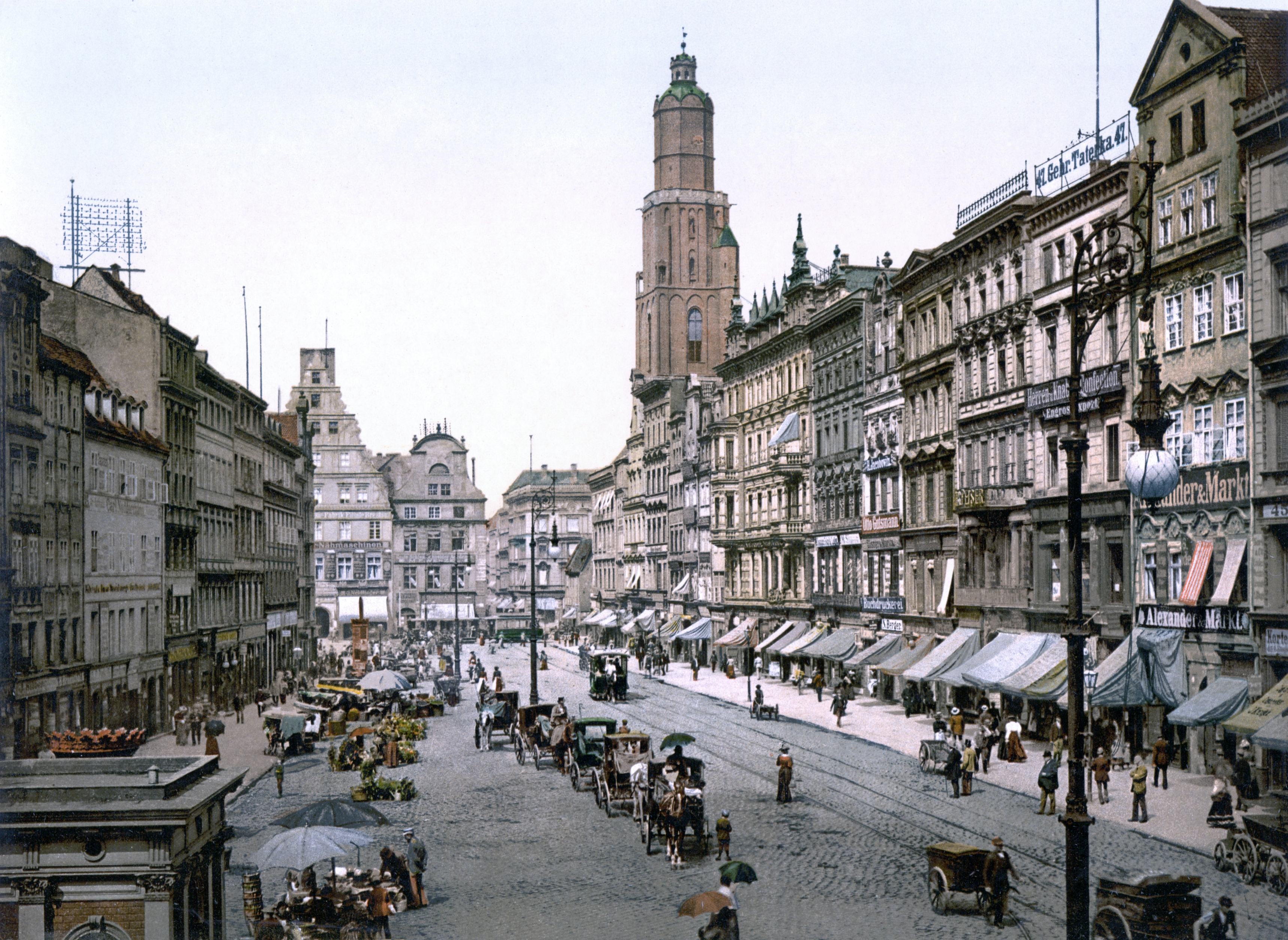
Quảng trường chính Wrocław trông như thế này vào năm 1900 trong thời kỳ thành phố là một phần của Đế quốc Đức và được đặt tên là Breslau

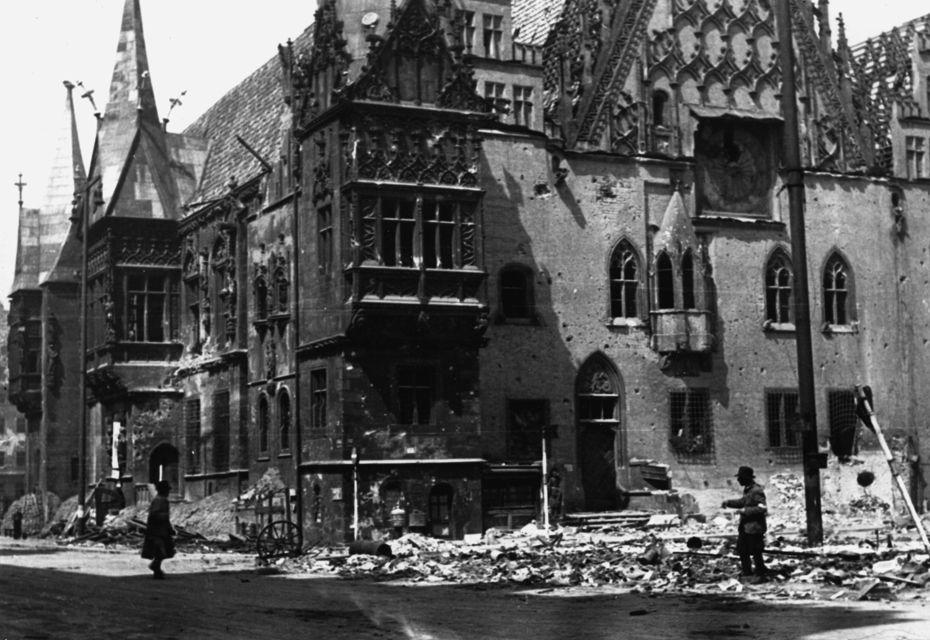
Tòa thị chính cổ Wrocław năm 1945

Quảng trường chính, Wrocław (tiếng Ba Lan: Rynek we Wrocławiu, tiếng Đức: Großer Ring zu Breslau) là một quảng trường chính thời trung cổ ở Wrocław, giờ là trung tâm của khu vực dành cho người đi bộ. Quảng trường có hình chữ nhật với kích thước 213 nhân 178 mét (699 ft × 584 ft). Đây là một trong những quảng trường lớn nhất ở châu Âu, với hai hội trường thành phố lớn nhất ở Ba Lan.
Các tòa nhà xung quanh quảng trường được xây dựng theo các phong cách khác nhau: phần trung tâm (tiếng Đức: Tritt) của vòng xuất hiện một khối các tòa nhà bao gồm Tòa thị chính cũ, tòa thị chính mới cũng như nhiều ngôi nhà của người dân. Quảng trường chính là một quần thể đô thị với hai khu vực tiếp giáp theo đường chéo - Chợ Muối và quảng trường trước Nhà thờ Thánh Elisabeth. Mười một con đường dẫn đến chợ: hai từ mỗi góc, hai làn đường hẹp và một quảng trường mở bên ngoài, Kurzy Targ ("Chợ gà").
Thị trường được thành lập theo luật Magdeburg ngay từ thời cai trị của Henry I the Bearded trong khoảng thời gian từ 1214 đến 1232. Theo thời gian, những ngôi nhà của những người yêu nước đã xuất hiện và đến giữa thế kỷ 14, họ đã tạo nên một công trình khép kín với giới hạn là những mảnh đất được xác định.
Vào thế kỷ 19, quảng trường được kết nối với các tuyến xe điện, lúc đầu là hệ thống kéo ngựa, nhưng sau năm 1892 nó bắt đầu lắp hệ thống xe điện.
Trong Thế chiến II, thị trường đã bị hư hại ít nhiều, nhưng hầu hết các tòa nhà được bảo quản trong tình trạng tốt và đã được khôi phục.
Đến cuối những năm 1970, ô tô đã có thể lái xe dọc theo trục Đông-Tây. Giữa năm 1996 và 2000, quảng trường đã xuất hiện trở lại, trong khi phía đông, nơi cuối cùng có thể tiếp cận được với ô tô là phố đi bộ.
Hiện tại có 60 lô được đánh số tại quảng trường chính, với một số tòa nhà chiếm một số ít trong đó. Các giới hạn của các ô thường theo các dải khác nhau với các ô đầu tiên được đặt tên vì các khu vực thường được sáp nhập và phân chia vào cuối thời Trung cổ. Mỗi ngôi nhà đều có một tên truyền thống, thường được liên kết với huy hiệu có thể được nhìn thấy gắn trên mặt tiền hoặc liên quan đến lịch sử của chính ngôi nhà, ví dụ Under the Griffins, Under the Blue Sun và Old Town Hall (nhà chung cư, nơi tập hợp thành phố Hội đồng trước khi xây dựng tòa thị chính đầu tiên, bây giờ là McDonald).

## Các tòa nhà ở quảng trường trung tâm
Khối bên trong với sự căn chỉnh thay đổi lệch 7 ° so với đường viền của quảng trường và mặt bằng đường xung quanh. Lý do cho sự thay đổi này đã không được giải thích một cách thuyết phục.
Một yếu tố nổi bật của khối là Tòa thị chính cổ gothic muộn, nằm ở phía nam của nó. Cấu trúc này là một trong những địa danh dễ nhận biết nhất của thành phố, đặc biệt là mặt tiền phía đông. Thay thế Tòa thị chính Cũ là Tòa thị chính Mới liền kề, được xây dựng vào những năm 1860-1864.
Vào đầu thế kỷ 19 và 20, hai phần ba các tòa nhà nằm ở giữa quảng trường, đã bị phá hủy được thay thế bởi các khối văn phòng và cơ sở bán lẻ được thiết kế theo phong cách Lịch sử và Hiện đại.
Trong Thế chiến II mặc dù phần lớn thành phố đã bị phá hủy hoặc hư hại, tuy nhiên quảng trường trường không bị thiệt hại nhiều. Quảng trường đã được khôi phục như vẻ ngoài hiện tại vào cuối thế kỷ 18, sử dụng phong cách Baroque và Cổ điển.
Trong các tòa nhà trên quảng trường giữa, có ba con đường nhỏ chạy song song với nhau (Sukiennice, Przejście elaźnicze, Przejście Garncarskie) và một con đường nằm vuông góc với chúng (Zaułek Jerzego Grotowskiego).

## Khu vực phía đông
Khu đông được lịch sử gọi là "Khu ống xanh" (tiếng Đức: Grüne-Rohr-Seite), đề cập đến màu sắc gỉ đồng trên máng xối đồng và ống dẫn nước. Tên của nó trong tiếng Ba Lan là Strona Zielonej Trzciny ("Green Reed Side"). Đối diện với mặt tiền chính của Tòa thị chính, phía đông bao gồm các ngôi nhà số 29 đến 41. Các tòa nhà đáng chú ý bao gồm Cửa hàng bách hóa của anh em Barasch cũ, nay là Cửa hàng bách hóa Feniks (đường số 29-41).

## Khu vực phía tây
Năm 1931, ở phía tây của Quảng trường chính, tại vị trí nhà ở từ số 9 đến 11, được người Đức xây dựng (được thiết kế bởi Heinrich Rump), gây tranh cãi cho đến ngày nay, là một tòa nhà văn phòng cao cấp (nay là trụ sở của Bank Zachodni WBK, trước đây là vị trí của MPK Wrocław).

## Hình ảnh

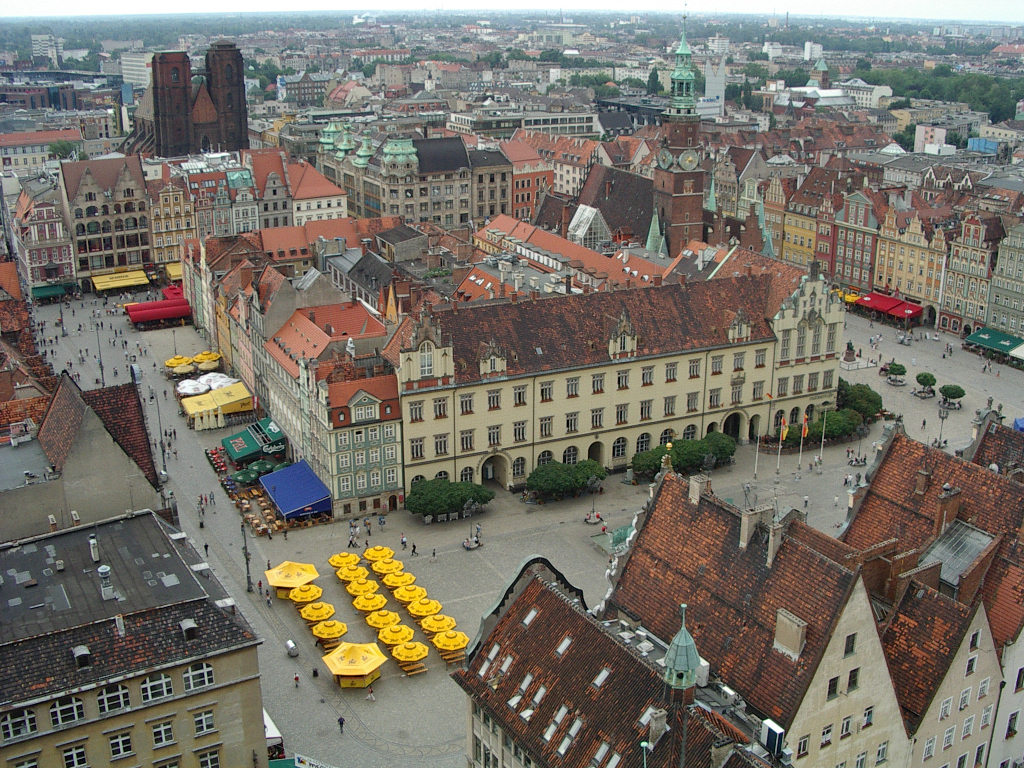
Quảng trường chính Wrocław năm 2005, nhìn từ tháp của nhà thờ St. Elisabeth
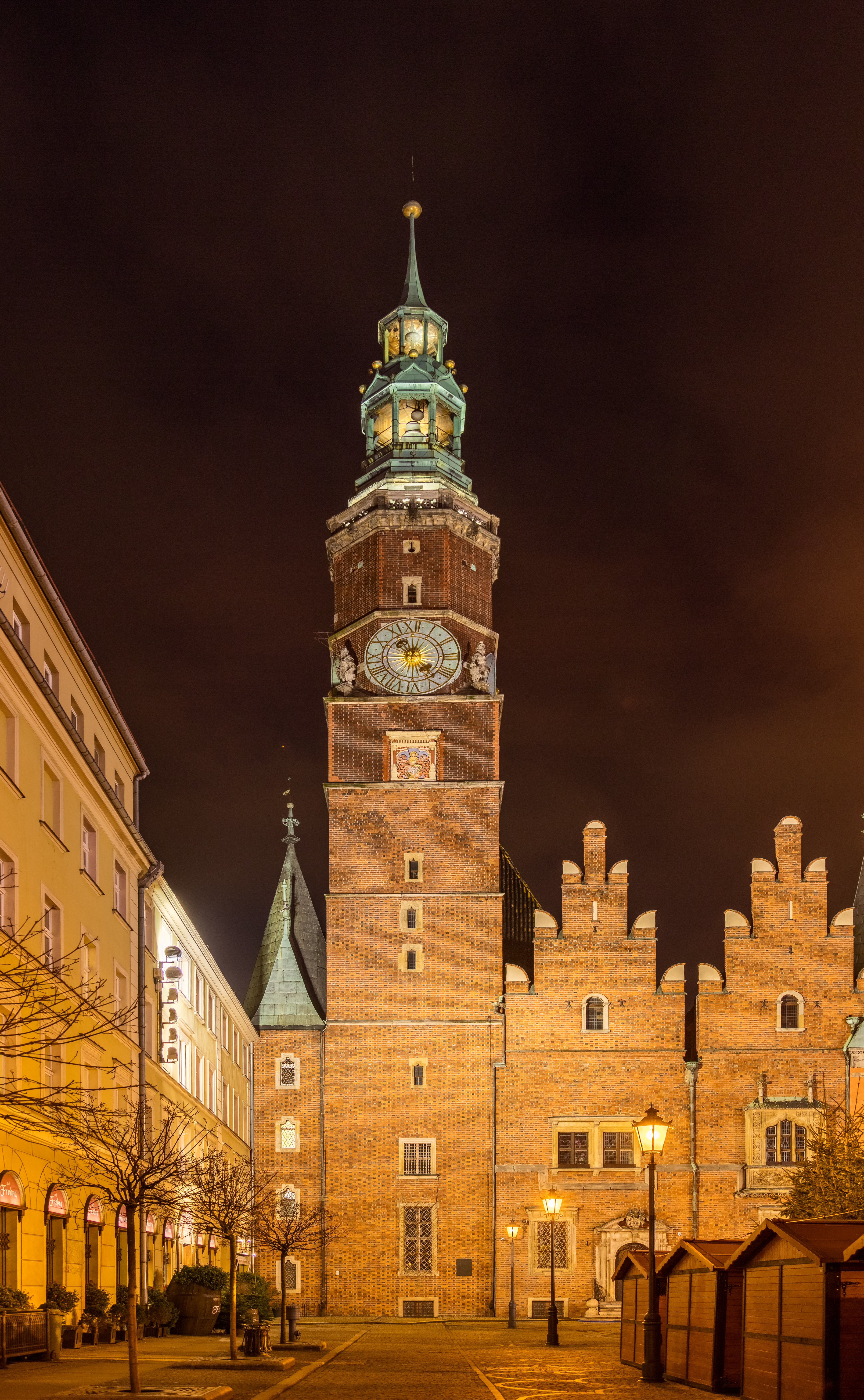
Tòa thị chính cổ Wrocław
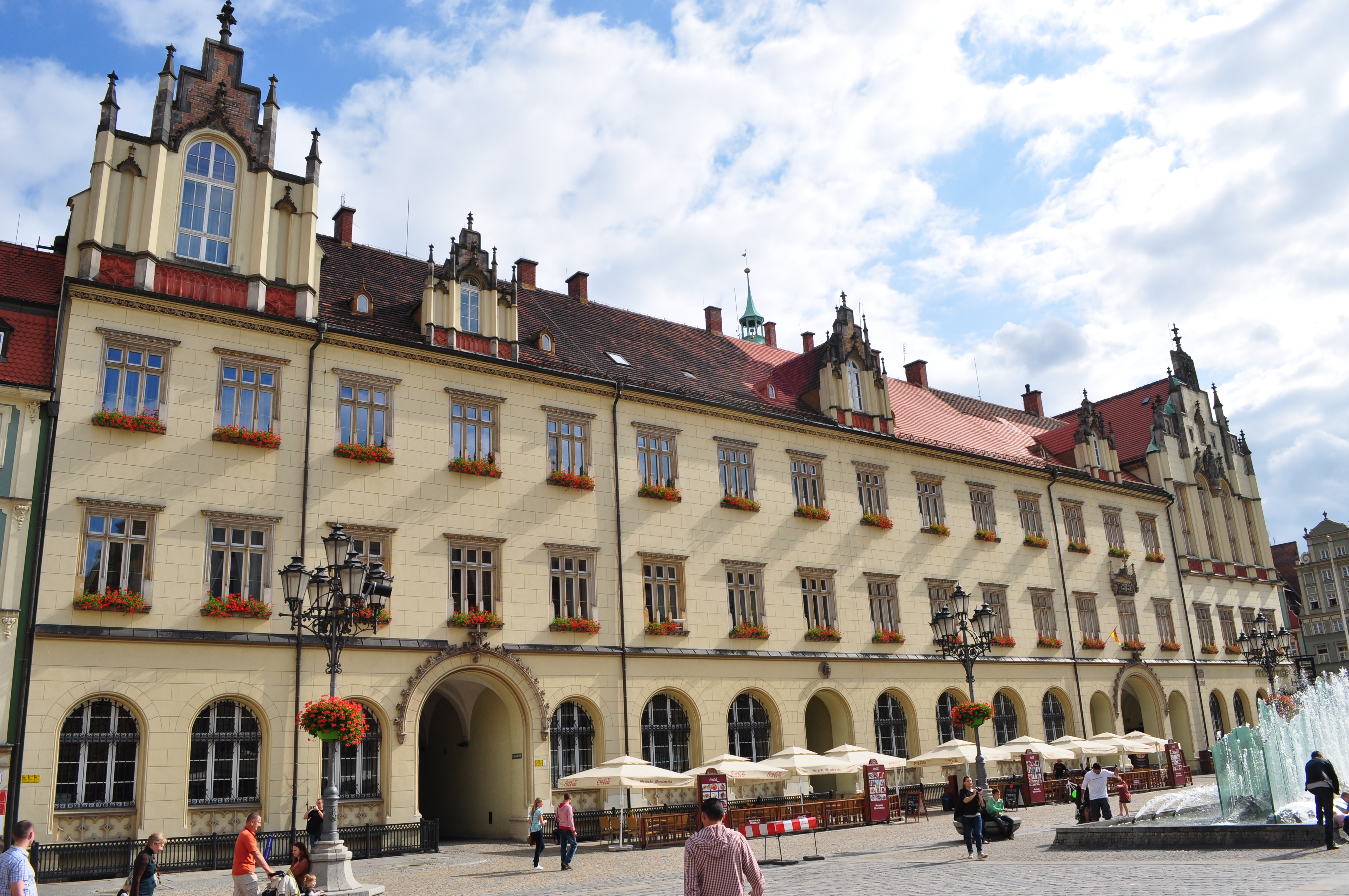
Tòa thị chính mới Wrocław
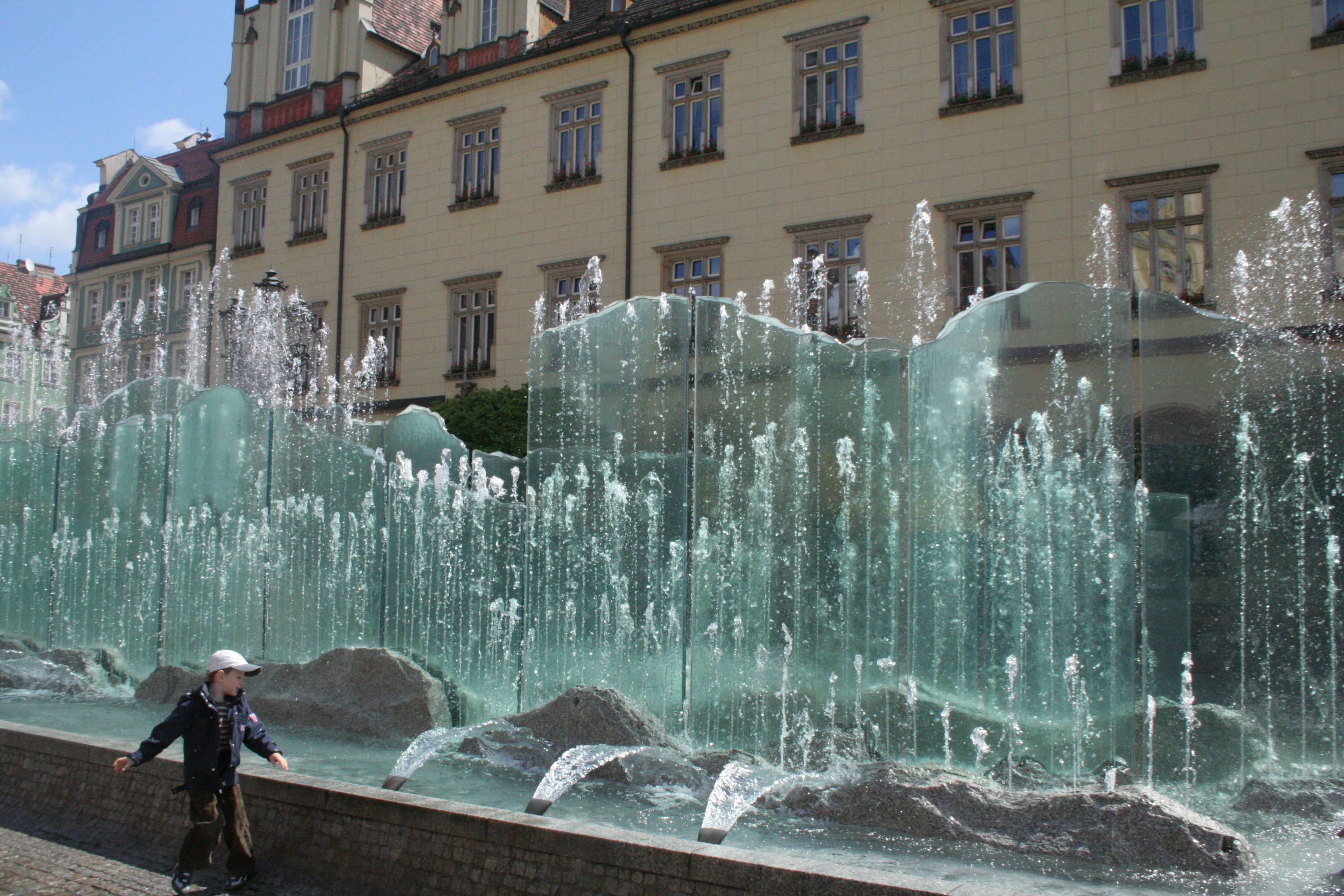
Đài phun nước Zdrój
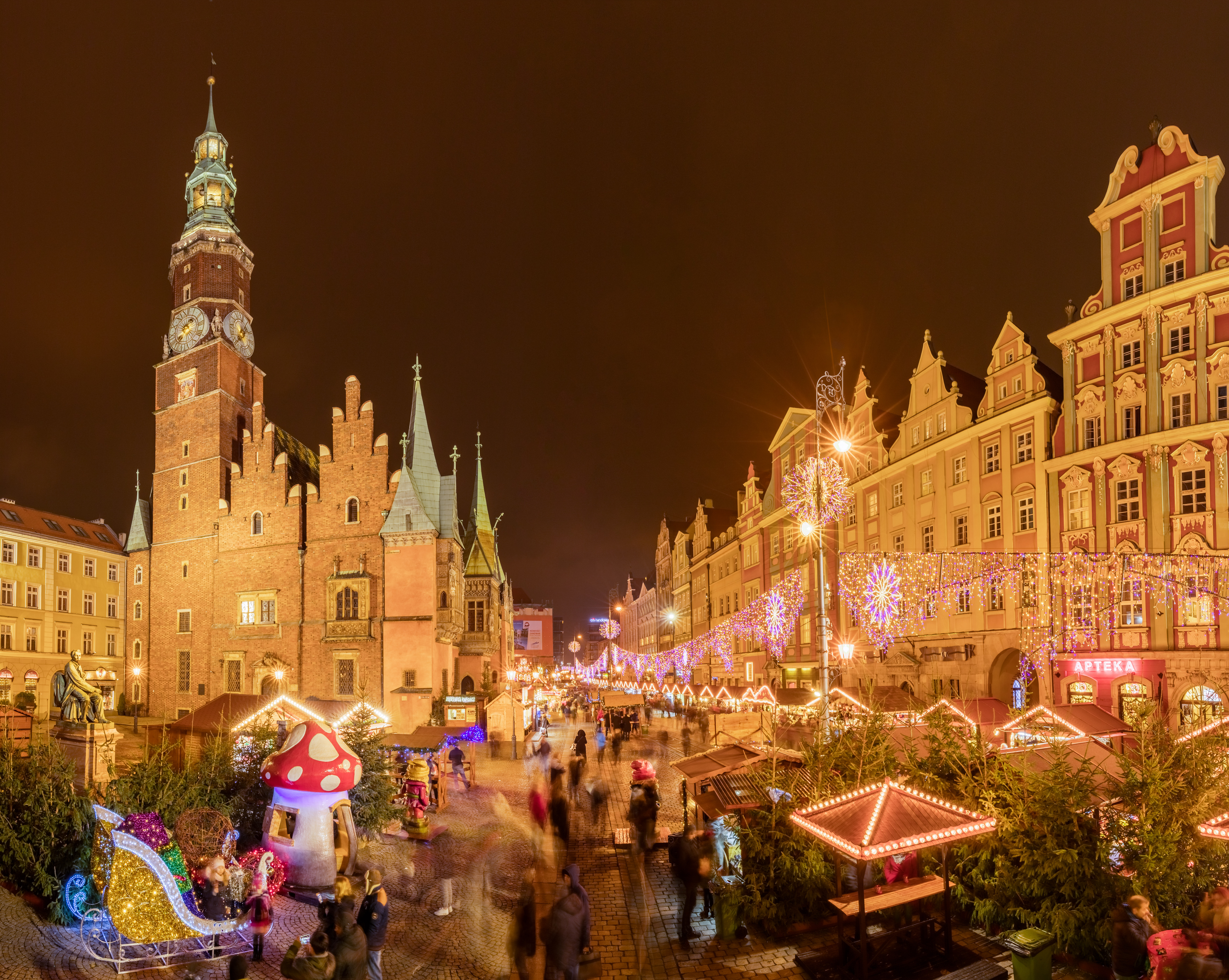
Chợ Giáng sinh hàng năm tại Quảng trường chính
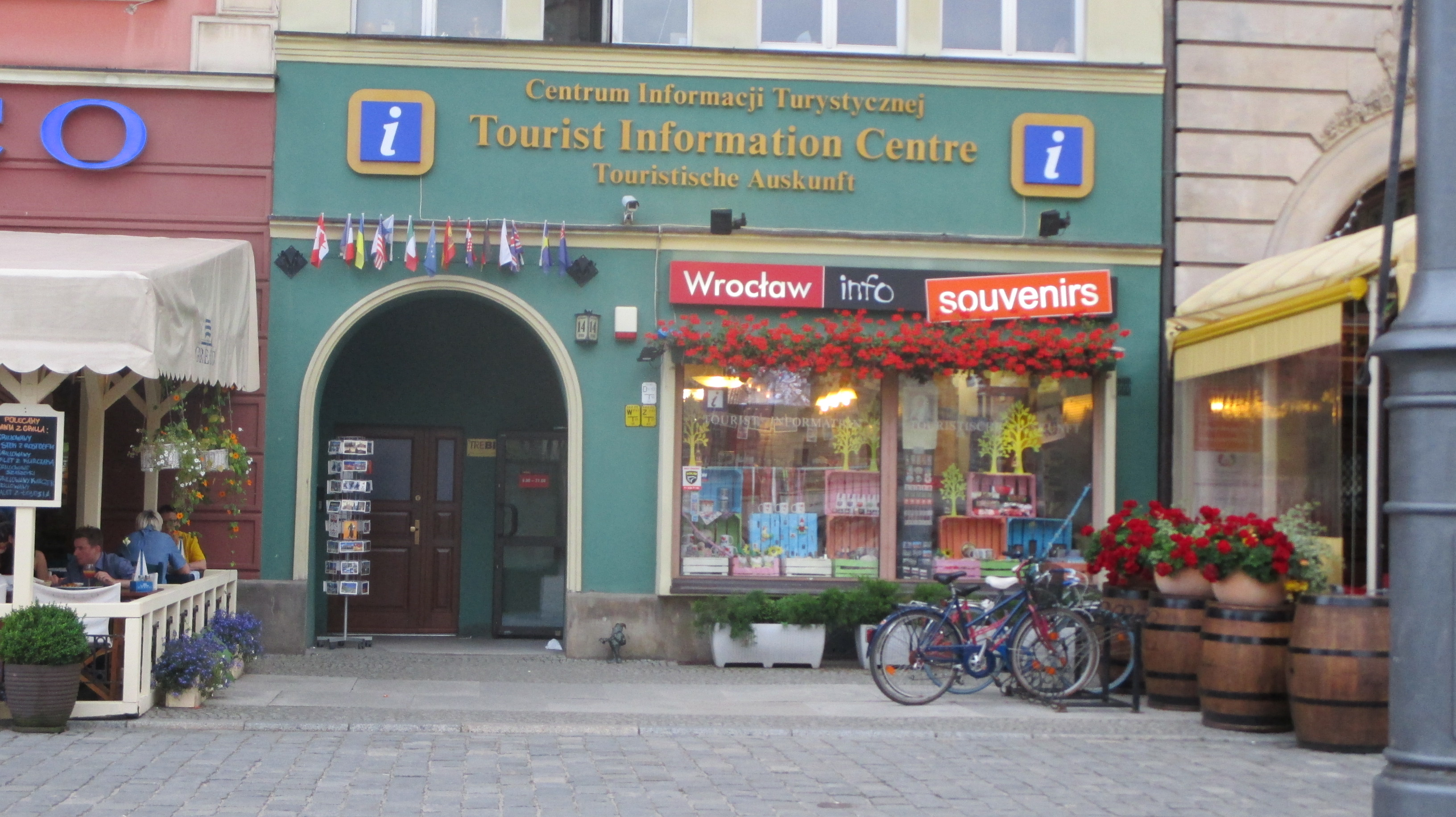
Trung tâm thông tin du lịch

## liên kết ngoài
- chợ Giáng sinh